# 趙衍慶
趙衍慶（1936年10月7日—），生於山東省曹縣，後隨國府遷台，中國國民黨籍，曾參選臺北市長、中華民國立法委員等，中華民國國軍退伍榮譽國民。
2014年參選台北市長，成為史上最年長的台北市長參選人，最終取得15,898張票，在七位候選人中名列第三。

## 生平
實際出生年月日皆不詳，中華民國國民身分證上個人資料並不屬實；只知在2014年時已為八十多歲，選舉公報登記出生日為1936年10月7日。出身自山東地主家庭，父親被中國共產黨所殺，他因此加入流亡學生 ，還曾被共軍抓去作政工兵。
來台後，他就讀於接納山東流亡學生的彰化員林實驗中學（今崇實高工），本應讀六年，只讀四年就畢業。曾報考師範學校，但因鄉音太重而只有備取，於是報考中華民國陸軍官校。畢業於陸軍官校之後，進入中華民國陸軍58師。曾經參與進入東勢、開發中橫公路及大雪山運材公路，先後任排長、連長。他認為應該朝野合作進攻中國大陸；報導還說，他從軍生涯十年後他選擇退伍，因認為高官沒在反攻大陸。
先前曾盛傳趙衍慶是澎湖七一三事件受害人，後證實是台灣大學台灣文學所博士生江昺崙所虛構。
曾有一段婚姻，但妻子在趙衍慶調到金門後離去。
退伍後擔任艾德蒙海外股份有限公司工程師，作毅力及惠豐美國機械總代理，以及裝配公車、消防車、推煤機、塑膠化工廠、化妝品製造、北區各汙水處理廠、開聯結車、卸運木炭、開計程車等行業，到最後作垃圾分類。據報載平日以撿拾廢紙為業。
1991年左右，在台北市開計程車為生，戶籍也跟著遷到臺北市大安區，租地下室當倉庫，到華陰街基督教恩友中心吃免費的中晚餐，睡在公園。因目睹許多黑髮年輕人捧碗來領救濟餐，很希望幫助大家都能吃飽穿暖、找到工作。
曾兩次參選立法委員和一次參選臺北市市長，所繳保證金皆從股票而來，參選主要是希望讓窮人的日子過得更好。

### 2009年參選立法委員缺額補選
曾經參選台北市大安區立法委員補選，當時抽籤決定號碼七號，但是後來敗給蔣乃辛，只得到46票。
| 2009年立法委員缺額補選選舉結果 | 2009年立法委員缺額補選選舉結果     | 2009年立法委員缺額補選選舉結果 | 2009年立法委員缺額補選選舉結果 | 2009年立法委員缺額補選選舉結果 | 2009年立法委員缺額補選選舉結果 | 2009年立法委員缺額補選選舉結果 |
| 號次                           | 黨籍                               | 姓名                           | 得票數                         | 比例                           | 當選                           |                                |
| ------------------------------ | ---------------------------------- | ------------------------------ | ------------------------------ | ------------------------------ | ------------------------------ | ------------------------------ |
| 1                              | 民主進步黨                         | 周柏雅                         | 36,465                         | 38.72%                         |                                |                                |
| 2                              | 無黨籍                             | 劉義鈞                         | 645                            | 0.68%                          |                                |                                |
| 3                              | 中國國民黨                         | 蔣乃辛                         | 46,065                         | 48.91%                         |                                |                                |
| 4                              | 無黨籍                             | 陳源奇                         | 39                             | 0.04%                          |                                |                                |
| 5                              | 無黨籍（ 新黨、 台灣人權聯盟背書） | 姚立明                         | 9,868                          | 10.48%                         |                                |                                |
| 6                              | 台灣綠黨                           | 溫炳原                         | 1,058                          | 1.12%                          |                                |                                |
| 7                              | 無黨籍                             | 趙衍慶                         | 46                             | 0.05%                          |                                |                                |

### 參選臺北市市長
參選2014年中華民國直轄市長及縣市長選舉，為史上最年長的台北市長參選人，同時該次選舉也是台北市市長選舉史上最多參選人的一次。  
趙衍慶戎馬半生、晚年孑然一身，在2009年缺額補選大安區立委時提出的政見，可以看在社會底層的生活的趙衍慶深刻感受貧、病是生活痛苦的根源。但為何拿出新台幣200萬元參選台北市長？臺北市選舉委員會副總幹事黃細明曾對媒體表示，趙衍慶回應說自己並無家人，去世後財產也是充公，「明知選舉保證金可能拿不回來，也為自己的人生留下印記。」
2014年11月18日，社運人士江昺崙在小英教育基金會《想想論壇》發表一篇小品散文〈200萬說一個故事：78歲台北市長候選人趙衍慶〉，講述他讀選舉公報後，將未曾謀面的趙衍慶與澎湖713事件的受害學生作感性聯想，說：「趙衍慶用了一生積蓄買了一個選舉公報的欄位，可能只是期望有人能看見這段歷史，至少背後那8000多人的故事，『總會有人看見的』」。轉載至PTT立即被「推爆」，引發關切、瘋狂轉載，許多人直到看完文章才知道有此慘劇。有網友呼籲泛藍投不下連勝文的，就投給趙伯伯。媒體工作者許劍虹對此指出，趙衍慶非因澎湖713事件被迫當兵，因此非受難者，原文僅為個人想像，懷疑想要藉機選舉操作。再經媒體深入採訪後，趙衍慶表示，仍記得713事件中張敏之校長向李振清司令抗議等事件，當時因為年紀小未被強徵入伍，澎湖防衛司令部子弟學校念了四年，再轉入彰化員林實驗中學念書，畢業後報考陸軍官校才志願從軍。趙衍慶接受udn tv專訪說，他不是713事件的受難者，他參選台北市長也與713事件無關，參選經費是他過去投資股票所得。
因網路打響知名度後，趙衍慶接受記者採訪談身世與選舉目的。《聯合晚報》的專訪說，趙衍慶所欣賞的政治人物是李國鼎、孫運璿、黃信介等會做事的人。沃草有限公司的專訪說，趙衍慶對親共的台灣政治人物不以為然；至於其他候選人如連勝文、柯文哲等，他表示不想說人壞話，完全不予評論。《台灣蘋果日報》的專訪說，趙衍慶表示，他對連勝文並不很了解，認為連勝文雖然有能力，但是想把台北市變成亞洲的曼哈頓「不是這麼容易」；至於對柯文哲的看法，趙衍慶不客氣地說「他是醫生啊！他們都拿別人的錢，拿別人的錢手短，吃人嘴軟」；他還說，中華民國總統馬英九說香港要民主自由，其實香港人應該來台灣看，看到台灣蒸蒸日上、透過政府努力證明台灣民富國強，「因為馬英九總統領導有方！」
選舉當日，趙衍慶獲1萬5000多票，為第三高票，當夜仍睡公園，早上醒來後對記者說：「我以為我零票，我有美麗的回憶了。」曹蘭在臉書轉貼他的相關報導，還亮票表示把票投給了他，並對他錢拿不回來表示可惜。

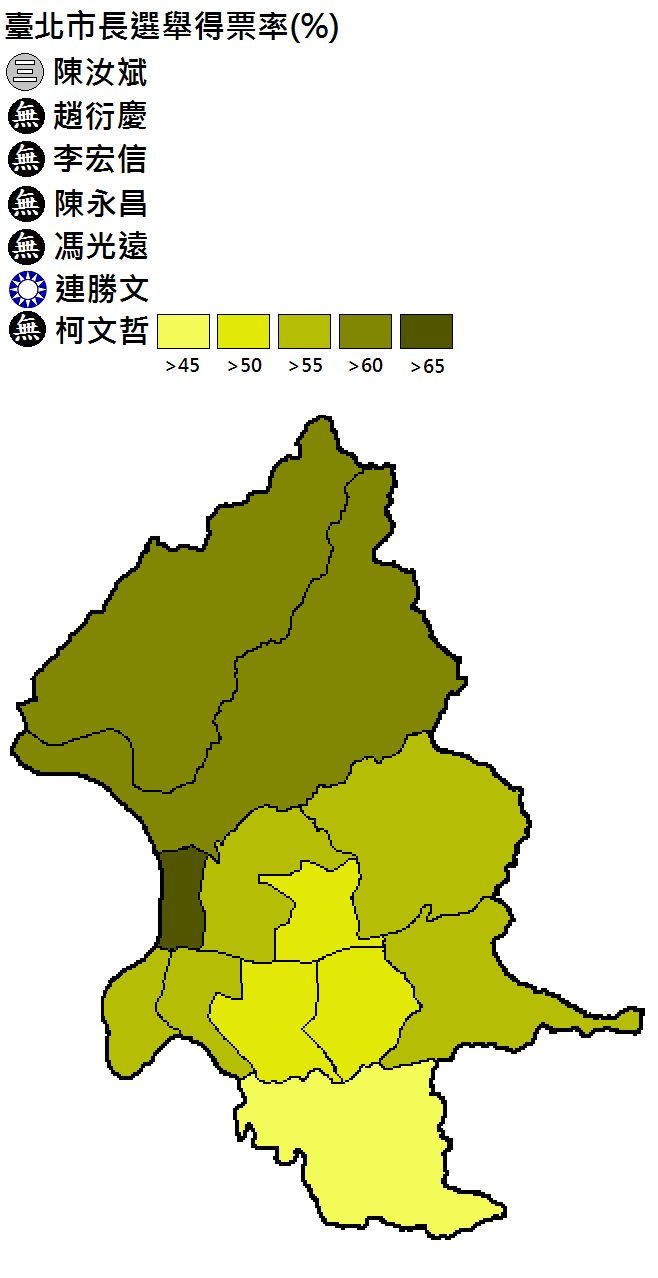
臺北市長選舉得票分布

| 1        | 陳汝斌   | 三等國民公義人權自救黨 | 1,624票   | 0.11%                            |                                  |
| 2        | 趙衍慶   | 無黨籍                 | 15,898票  | 1.06%                            |                                  |
| 3        | 李宏信   | 無黨籍                 | 2,621票   | 0.18%                            |                                  |
| 4        | 陳永昌   | 無黨籍                 | 1,908票   | 0.13%                            |                                  |
| 5        | 馮光遠   | 無黨籍                 | 8,080票   | 0.54%                            |                                  |
| 6        | 連勝文   | 中國國民黨             | 609,932票 | 40.82%                           |                                  |
| 7        | 柯文哲   | 無黨籍                 | 853,983票 | 57.16%                           | 當選                             |
| 選舉日期 | 選舉日期 | 2014年11月29日         | 選舉人數  | 2,146,939人                      | 2,146,939人                      |
| 投票率   | 投票率   | 70.46%                 | 投票人數  | 有效：1,494,046人 無效：18,678人 | 有效：1,494,046人 無效：18,678人 |

### 二度參選立委
| 1        | 陳家宏   | 樹黨                    | 1,986票  | 1.24%                         |                               |
| 2        | 范雲     | 綠社 綠黨社會民主黨聯盟 | 56,766票 | 35.36%                        |                               |
| 3        | 龎維良   | 無黨籍                  | 2,963票  | 1.85%                         |                               |
| 4        | 趙衍慶   | 無黨籍                  | 3,212票  | 2.00%                         |                               |
| 5        | 林珍妤   | 台 台灣獨立黨           | 1,328票  | 0.83%                         |                               |
| 6        | 周芳如   | 無黨籍                  | 4,120票  | 2.57%                         |                               |
| 7        | 蔣慰慈   | 無黨籍                  | 271票    | 0.17%                         |                               |
| 8        | 鄭村棋   | 人民民主黨              | 4,927票  | 3.07%                         |                               |
| 9        | 曾獻瑩   | FH 信心希望聯盟         | 4,826票  | 3.01%                         |                               |
| 10       | 蔣乃辛   | 中國國民黨              | 74,015票 | 46.10%                        | 當選                          |
| 11       | 古文發   | 大愛憲改聯盟            | 184票    | 0.11%                         |                               |
| 12       | 吳旭智   | 民國黨                  | 5,962票  | 3.71%                         |                               |
| 選舉日期 | 選舉日期 | 2016年1月16日           | 選舉人數 | 245,521人                     | 245,521人                     |
| 投票率   | 投票率   | 66.72%                  | 投票人數 | 有效：160,560人 無效：3,248人 | 有效：160,560人 無效：3,248人 |

## 軼事
- 曾在蔣經國住附近的圓山當連長，長官欲升他官時，趙衍慶說：「你們不反攻大陸了，我當軍人做甚麼？我想打仗，已經不打共匪了，我就不當兵了。」[2]
- 從事計程車司機時，在汐止被一名五、六十歲的婦人迷昏騙走四百萬，也曾有中國大陸女子積極地想從他身上拿走錢。[2]
- 他認為在領教會的午膳、晚膳時，大聲唸「感謝主耶穌」，肉就會比較大塊。[4]
- 在臺北市長政見發表會，唱起反共的山東小調「桃花開，杏花敗，春風給暖；毛澤東帶土匪佔領了山東的魯西南…鬥爭我家，只為一個雞蛋，雞生蛋，蛋生雞鬥爭，展轉循環過些時，拿走錢萬萬，有雞和土地；幸虧了蔣總統、蔣中正，帶人馬收復了蘇北」，還戴黃絲巾當頭套，用衣物當假胸來唱女腔。負責手語轉播者不知該如何比手語，愣在一旁。[18]
- 趙衍慶心地好，常做一些常人不太能理解的事情，曾有個年紀比他大的拾荒者，趙衍慶總是先讓他撿，自己則等到晚上9點後才去撿。[8]
- 2015年12月4日，趙衍慶前往自由時報創辦人林榮三在自由廣場大樓的靈堂弔唁並稱讚其為人[19]。

## 外部連結
- 候選人資料
- 台北市長候選人 趙衍慶 義務助選團 （页面存档备份，存于）